# La Cage (film, 1975)
Pour les articles homonymes, voir Cage (homonymie).
Pour plus de détails, voir Fiche technique et Distribution.
La Cage est un film français réalisé par Pierre Granier-Deferre et sorti le 11 juin 1975.

Le scénario est adapté d'une pièce de Jack Jacquine.

## Synopsis
Julien et Hélène, divorcés depuis plusieurs années, se sont donné rendez-vous pour préparer la vente de leur maison de campagne. En réalité, Hélène a tendu un piège à son ex-mari dont elle est toujours follement éprise. Profitant d'un moment d'inattention de celui-ci, elle l'enferme dans le sous-sol de sa maison, où une cage a été aménagée, pour le tenir à sa merci. Espère-t-elle le convaincre de reprendre avec elle une vie commune ? Un face-à-face surréaliste s'instaure entre un homme séquestré qui cherche par tous les moyens à s'échapper et sa geôlière, amoureuse transie mais déterminée.

## Fiche technique
Sauf indication contraire, les informations mentionnées dans cette section peuvent être confirmées par la base de données cinématographiques Unifrance,  présente dans la section « Liens externes ».
- Titre : La Cage
- Réalisation : Pierre Granier-Deferre
- Scénario : Pierre Granier-Deferre et Pascal Jardin, d'après une pièce de Jack Jacquine
- Assistant réalisateur : Jacques Santi
- Production : Ralph Baum et Charles Gérard pour UGC, Lira Films et Parme Productions
- Photographie : Walter Wottitz
- Décors : Jacques Saulnier
- Montage : Jean Ravel
- Musique : Philippe Sarde
- Genre : drame
- Durée : 90 minutes
- Pays :  France
- Date de sortie : 11 juin 1975 (France)
- Affiche : René Ferracci (France)

## Distribution
- Lino Ventura : Julien
- Ingrid Thulin : Hélène
- William Sabatier : L'ami
- Dominique Zardi : Le facteur
- Jean Turlier : Le gros homme
- Patrice Melennec : Un pompier